# ميغيل أنخيل نورو
ميغيل أنخيل نورو (بالإسبانية: Miguel Ángel Noro)‏ هو لاعب كرة قدم بوليفي، ولد في 22 أغسطس 1961 في Riberalta ‏ في بوليفيا. شارك مع منتخب بوليفيا لكرة القدم. أما مع النوادي، فقد لعب مع كلوب ديسترويرس ونادي ريال بوتوسي.

## وصلات خارجية
- ميغيل أنخيل نورو على موقع ناشيونال فوتبول تيمز (الإنجليزية)
- ميغيل أنخيل نورو على موقع عالم كرة القدم.نت (الإنجليزية)